# Pseudauximus pallidus
Espèce
Pseudauximus pallidus est une espèce d'araignées aranéomorphes de la famille des Macrobunidae.

## Distribution
Cette espèce est endémique d'Afrique du Sud. Elle se rencontre au Cap-Occidental, au Cap-Oriental et au Cap-du-Nord.

## Description
La femelle holotype mesure 6 mm

## Systématique et taxinomie
Cette espèce a été décrite par Purcell en 1904.

## Publication originale
- Purcell, 1904 : « Descriptions of new genera and species of South African spiders. » Transactions of the South African Philosophical Society, vol. 15, no , p. 115-173.